# Маменко Ігор Володимирович
Маме́нко І́гор Володи́мирович (10 вересня 1960, м. Москва) — російський актор естради, пародист, гуморист.

## Життєпис
Ігор Володимирович Маменко народився 10 вересня 1960 року в родині циркового акробата і кінокаскадера Володимира Олександровича Маменко. Батько Ігоря знімався у фільмі «Людина-амфібія» каскадером, виконуючи там небезпечні трюки. Мати походила з відомої родини оперних акторів Новосибірського театру опери та балету. Попри хорошу освіту, більшу частину свого життя вона присвятила родині.
У дитинстві Ігор мріяв стати хокеїстом. Ще змалечку виявляв неабияке вміння смішити людей.
У 1984 році Ігор Маменко закінчив Державне училище циркового та естрадного мистецтва, працював в цирку акробатом. Проте, ще під час навчання в училищі він почав перетворювати звичайні акробатичні номери в циркову клоунаду. Далі — служба в лавах Радянської армії. Молодий циркач відправився служити в мотострілецькі війська Кантемирівської дивізії.
Свою популярність Маменко здобув у 2003 році після виступу в програмі «Аншлаг». Відомий своїм умінням розповідати анекдоти і смішні історії зі сцени, за що і отримав прізвисько «людина-анекдот». Своїм кумиром Маменко вважає Юрія Нікуліна.
У 2005 році присвоєно звання Заслуженого артиста Російської Федерації.
Виконує твори Семена Альтова, Наталії Коростильової та інших. Також виконує монологи власного написання.

## Нагороди
- Премія «Золотий Остап» (2008)

## Особисте життя
Вдівець. З дружиною Марією Маменко (майстер спорту зі спортивної гімнастики, працювала з чоловіком в цирку) прожив 34 роки. Вона померла в липні 2014 року від серцевого нападу.
Два сини:
- Дмитро Маменко (1982 р. н.) — бізнесмен.
- Олександр Маменко (2000 р. н.) — студент, грає за футбольну команду «Спартак-2».

## Санкції
6 січня 2023 року доданий до санкційного списку України.